# Montuhotep VI
Merankhre Mentuhotep VI fue un rey tebano de la decimosexta dinastía con sede en el Alto Egipto durante el llamado Segundo Período Intermedio, (? ca. 1590-1580 a. C.). Quizás fue el decimocuarto rey de la dinastía. 

## Certificados
Merankhre Mentuhotep solo es atestiguado a través de dos estatuillas, JE 37418 / CG 42021 y BM EA 65429. La primera, descubierta en la caché de Karnak por Georges Legrain y a la que le faltan la cabeza y los pies, da el nombre y el prenomen del rey, así como una dedicación al dios Sobek, señor de smnw. La segunda estatuilla cuyo origen se desconoce también lleva el título de rey, pero sin dedicación.
Otro posible testimonio de Mentuhotep VI es dado por un fragmento de un sarcófago de madera, ahora en el Museo Británico con el número de catálogo BM EA 29997. El sarcófago tiene el siguiente texto: 

"El noble, el Representante Real, el hijo del Rey Mayor, el Comandante Principal Herunefer, justificado, que fue engendrado por el rey Mentuhotep, justificado, y llevado por la gran reina Sitmut”.

Falta el prenomen del rey Mentuhotep y la identificación de este Mentuhotep sigue siendo problemática. Kim Ryholt señala, sin embargo, que el sarcófago también está inscrito con una versión temprana de los pasajes del Libro de los Muertos, que es una de las dos únicas inscripciones de este texto anteriores al imperio Nuevo. Por lo tanto, Ryholt argumenta que este Mentuhotep debe haber reinado durante el segundo período intermedio tardío. Siendo así solo tres reyes podrían ser los mencionados en el sarcófago: Seankhenre Mentuhotepi, Merankhre Mentuhotep VI y Sewadjare Mentuhotep. Aunque suena similar a Mentuhotep, Ryholt ha demostrado que Mentuhotepi es un nombre diferente a Mentuhotep y, por lo tanto, no se habría reportado como Mentuhotep. Para decidir entre los dos reyes restantes, Ryholt nota que la otra inscripción del Libro de los Muertos se encuentra en el sarcófago de la reina Mentuhotep, esposa de Djehuti, el segundo faraón de la XVI Dinastía que reinó a. 1650-1649 a. C. En este caso, el texto es casi idéntico al que se encuentra en el sarcófago de Herunefer, lo que da una gran proximidad en el tiempo entre los dos. Mientras Sewadjare Mentuhotep reinó 10 años antes de Djehuti, se cree que Merankhre Mentuhotep reinó 60 años después de él. Por lo tanto, Ryholt concluye que Sewadjare Mentuhotep es el Mentuhotep del sarcófago, Sitmut su reina y Herunefer su hijo. Sin embargo, esta identificación está lejos de ser segura, y Aidan Dodson y Dyan Hilton han fechado el sarcófago en el final de la dinastía decimosexta, lo que le da a Herunefer como hijo de Merankhre Mentuhotep VI. 

#### Escultura NºEA65429
La estatuilla casi completa, a excepción de los pies, de esquisto verde de Mentuhotep VI es un trabajo muy respetable. Mentuhotep se encuentra en la pose tradicional con la pierna izquierda avanzada, y tiene un pilar posterior con texto. Viste un nemes con ureo y el paño corto 'shenti'. Sus manos, a los costados, sostienen dos objetos diferentes. La naturaleza de lo que está en su mano izquierda no está clara (¿algún tipo de rollo?); pero en la derecha hay un paño doblado, con sus extremos colgando por detrás.
El cuerpo bien proporcionado es simple pero perfectamente modelado con la sugerencia de los músculos de los brazos y las piernas y apenas el atisbo de una panza. Hay algunos detalles muy bien observados, como las leves líneas de los pliegues del faldellín sobre las nalgas. Pero también parece haber incertidumbre en la forma en que la banda del nemes cae, se ha tallado dos veces en la parte frontal y en el lado izquierdo de la cara, y la forma en que la banda desciende en formas muy indeterminadas frente a las orejas. Hay una talla errónea en la inscripción en el pilar trasero. El nemes tiene una forma característica de finales del Imperio Medio, con un aumento de la parte superior de la cabeza, pero algo pobre en la vista de frente, con orejas pequeñas e inclinadas. La cara también tiene una calidad exigua, debido en parte a la falta de modelado, pero también a la barbilla pequeña y corta. La boca es bastante pequeña en proporción a la nariz y los ojos, parece llenar la parte inferior de la cara. La boca está colocada horizontalmente y los ojos bastante pesados, características que se encuentran en otras cabezas reales de aproximadamente la misma fecha.

### Inscripción en el pilar de la escultura de Mentuhotep VI
ntjr nfr nb tawy Mr-ankh-ra sa ra Mntjw-htp
El buen dios señor de las dos tierras Merankhre el hijo de Ra Mentuhotep

## Escultura

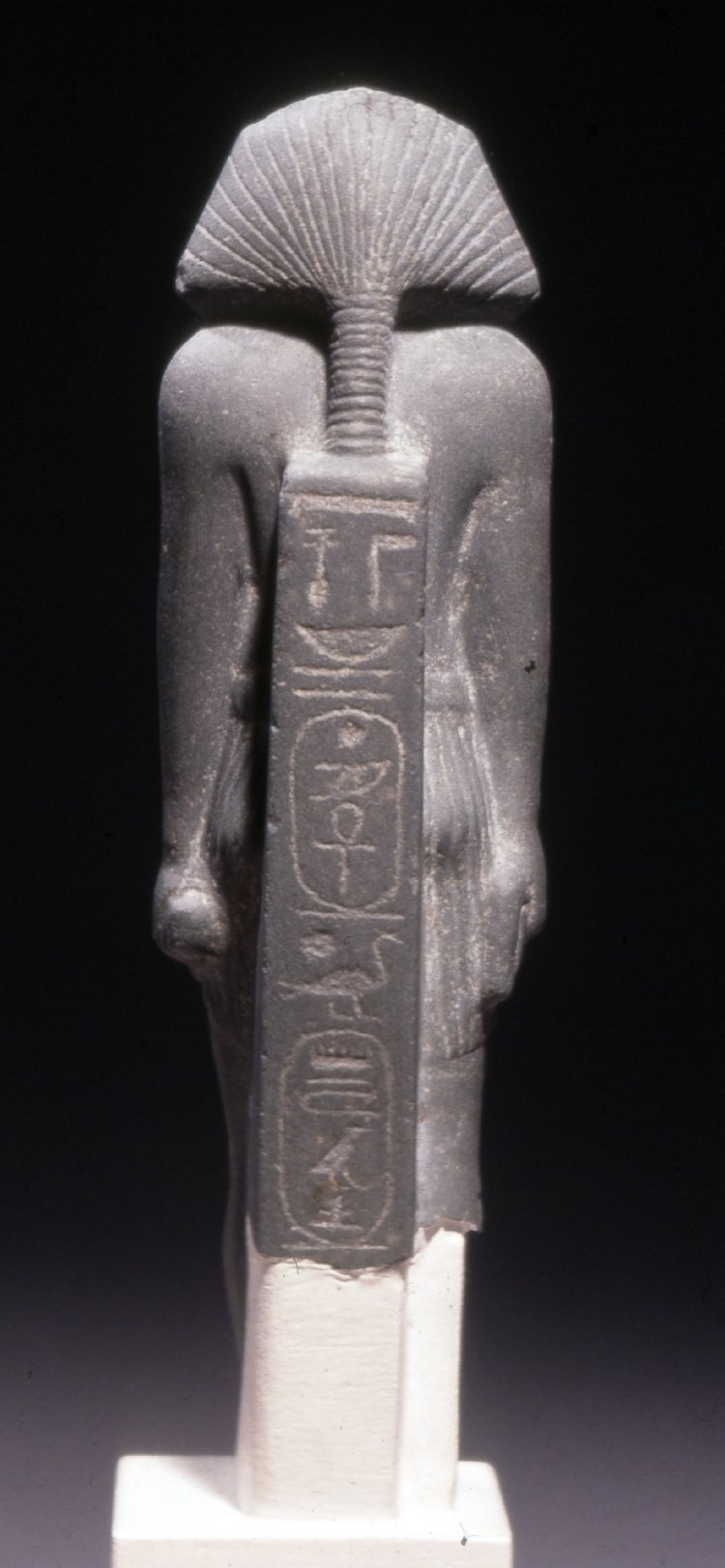
Parte trasera de la escultura de Mentuhotep VI.
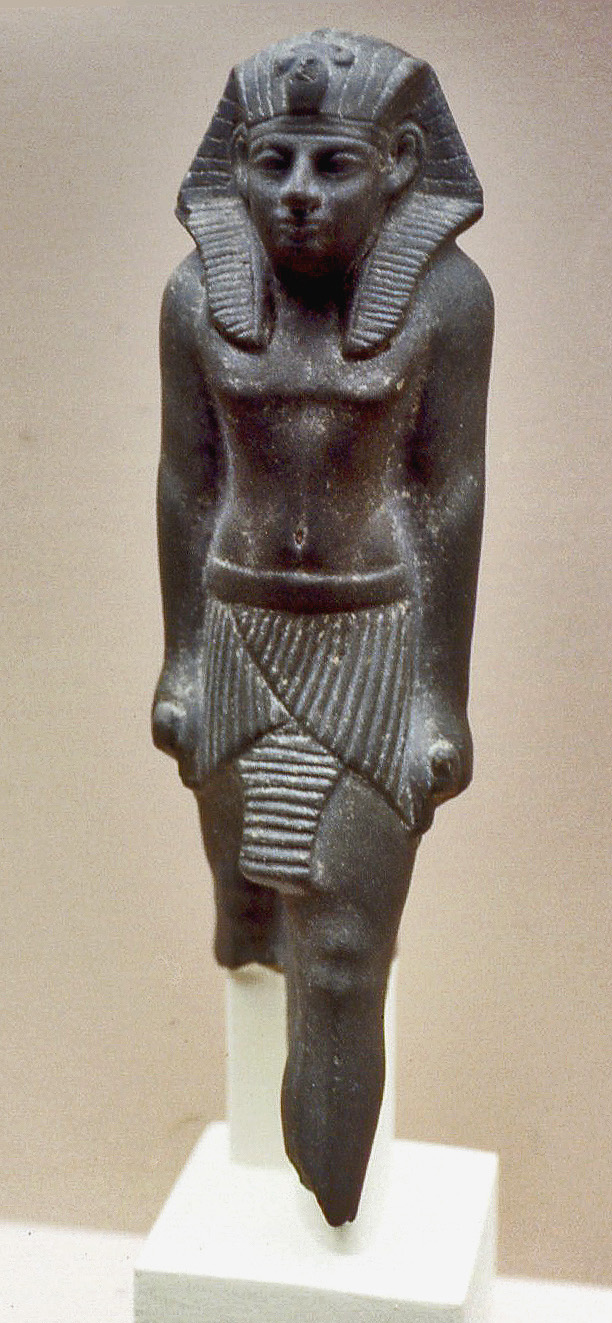
Parte delantera de la escultura de Mentuhotep VI.

## Titulatura
| Titulatura | Jeroglífico | Transliteración (transcripción) - traducción - (referencias) |

| N5 · U7 | S34 |

| N5 · U7 | S34 |

| N5 · U7 | S34 |

| N5 · U7 | S34 |

| N5 · U7 | S34 |

| N5 · U7 | S34 |

| N5 · U7 | S34 |

| N5 · U7 | S34 |

| N5 · U7 | S34 |

| N5 · U7 | S34 |

| N5 · U7 | S34 |

| N5 · U7 | S34 |

| N5 · U7 | S34 |

| N5 · U7 | S34 |

| N5 · U7 | S34 |

| N5 · U7 | S34 |

| Y5 · N35 · V13 | G43 | R4 · X1 · Q3 |

| Y5 · N35 · V13 | G43 | R4 · X1 · Q3 |

| Y5 · N35 · V13 | G43 | R4 · X1 · Q3 |

| Y5 · N35 · V13 | G43 | R4 · X1 · Q3 |

| Y5 · N35 · V13 | G43 | R4 · X1 · Q3 |

| Y5 · N35 · V13 | G43 | R4 · X1 · Q3 |

| Y5 · N35 · V13 | G43 | R4 · X1 · Q3 |

| Y5 · N35 · V13 | G43 | R4 · X1 · Q3 |

| Y5 · N35 · V13 | G43 | R4 · X1 · Q3 |

| Y5 · N35 · V13 | G43 | R4 · X1 · Q3 |

| Y5 · N35 · V13 | G43 | R4 · X1 · Q3 |

| Y5 · N35 · V13 | G43 | R4 · X1 · Q3 |

| Y5 · N35 · V13 | G43 | R4 · X1 · Q3 |

| Y5 · N35 · V13 | G43 | R4 · X1 · Q3 |

| Y5 · N35 · V13 | G43 | R4 · X1 · Q3 |

| Y5 · N35 · V13 | G43 | R4 · X1 · Q3 |

| Predecesor: Djedankhre Montemsaf | Faraón Dinastía XVI | Sucesor: Sesostris IV |